# موتوکو اوبایاشی
موتوکو اوبایاشی (انگلیسی: Motoko Obayashi؛ زادهٔ ۱۵ ژوئن ۱۹۶۷) بازیکن والیبال اهل ژاپن بود.